# Suurisaari (ö i Finland, Södra Karelen, Imatra, lat 61,52, long 29,22)
Suurisaari är en ö i Finland. Den ligger i sjön Loituma och i kommunen Ruokolax i den ekonomiska regionen  Imatra ekonomiska region  och landskapet Södra Karelen, i den sydöstra delen av landet, 270 km nordost om huvudstaden Helsingfors. Öns area är 19,9 hektar och dess största längd är 1 kilometer i sydöst-nordvästlig riktning.